# Royal Collection

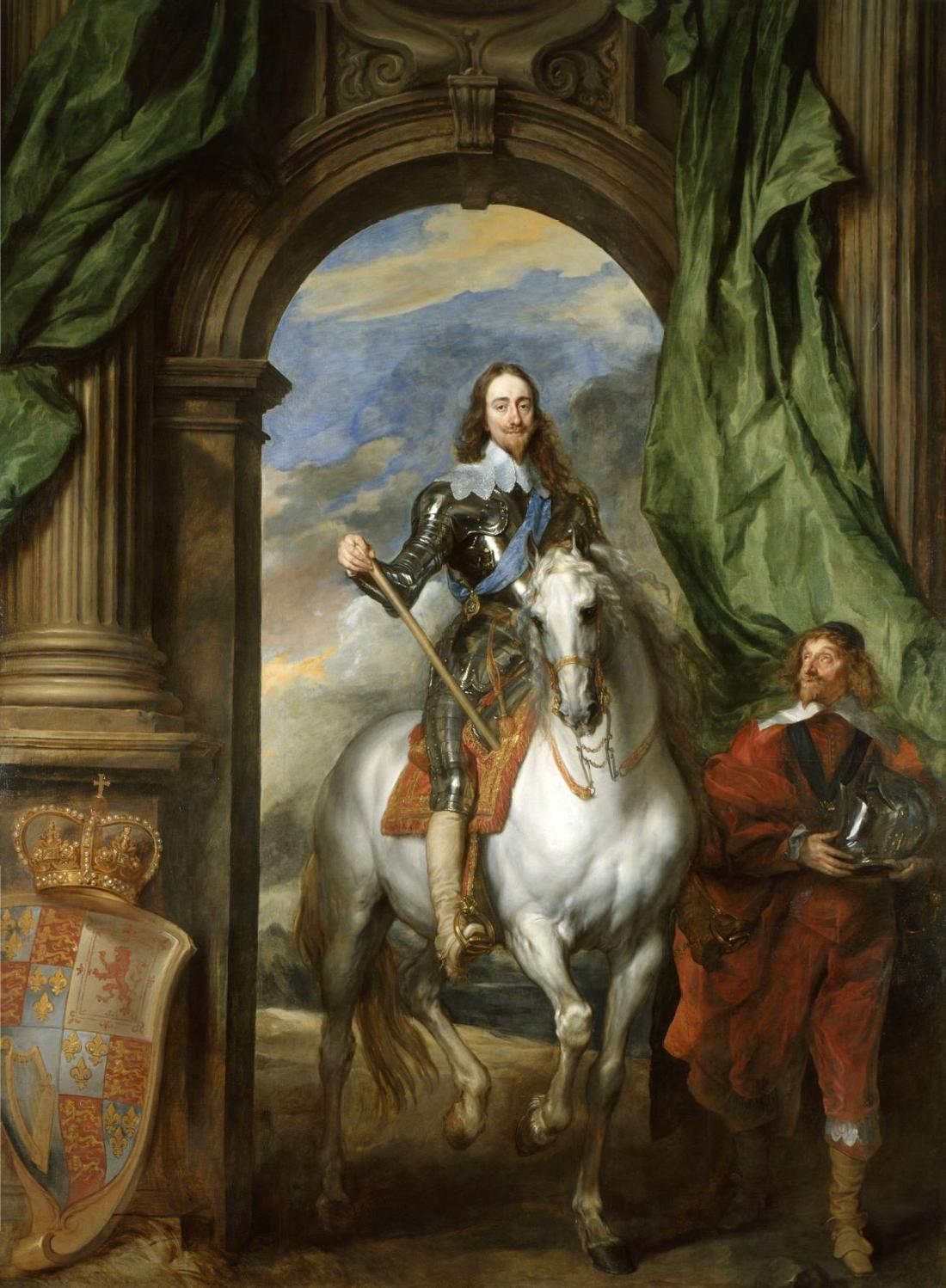
Anthonis van Dyck: Charles I. mit M. de St Antoine (1633)

Die Royal Collection ist die Kunstsammlung der britischen Königsfamilie. Sie ist im Besitz des britischen Monarchen, gehört aber nicht zu dessen Privatvermögen, sondern wird treuhänderisch verwaltet (Royal Collection Trust). Die Sammlung umfasst über 7.000 Gemälde, 40.000 Aquarelle und Zeichnungen und 150.000 Kunstdrucke, aber auch Wandteppiche, Möbel, Keramik, Bücher und andere Kunstwerke. Der Wert der Sammlung wird auf über 10 Milliarden Pfund geschätzt.
Die Sammlung ist auf mehrere Standorte verteilt. Einige, beispielsweise der Hampton Court Palace, sind der Öffentlichkeit zugänglich und werden nicht von der Königsfamilie bewohnt. Andere wie Windsor Castle sind wegen ihrer Funktion als Residenzen eingeschränkt zugänglich. In der Queen’s Gallery beim Buckingham Palace in London werden wechselnde Ausstellungen gezeigt. Es gibt eine weitere Queen’s Gallery beim Holyrood Palace in Edinburgh.

## Geschichte

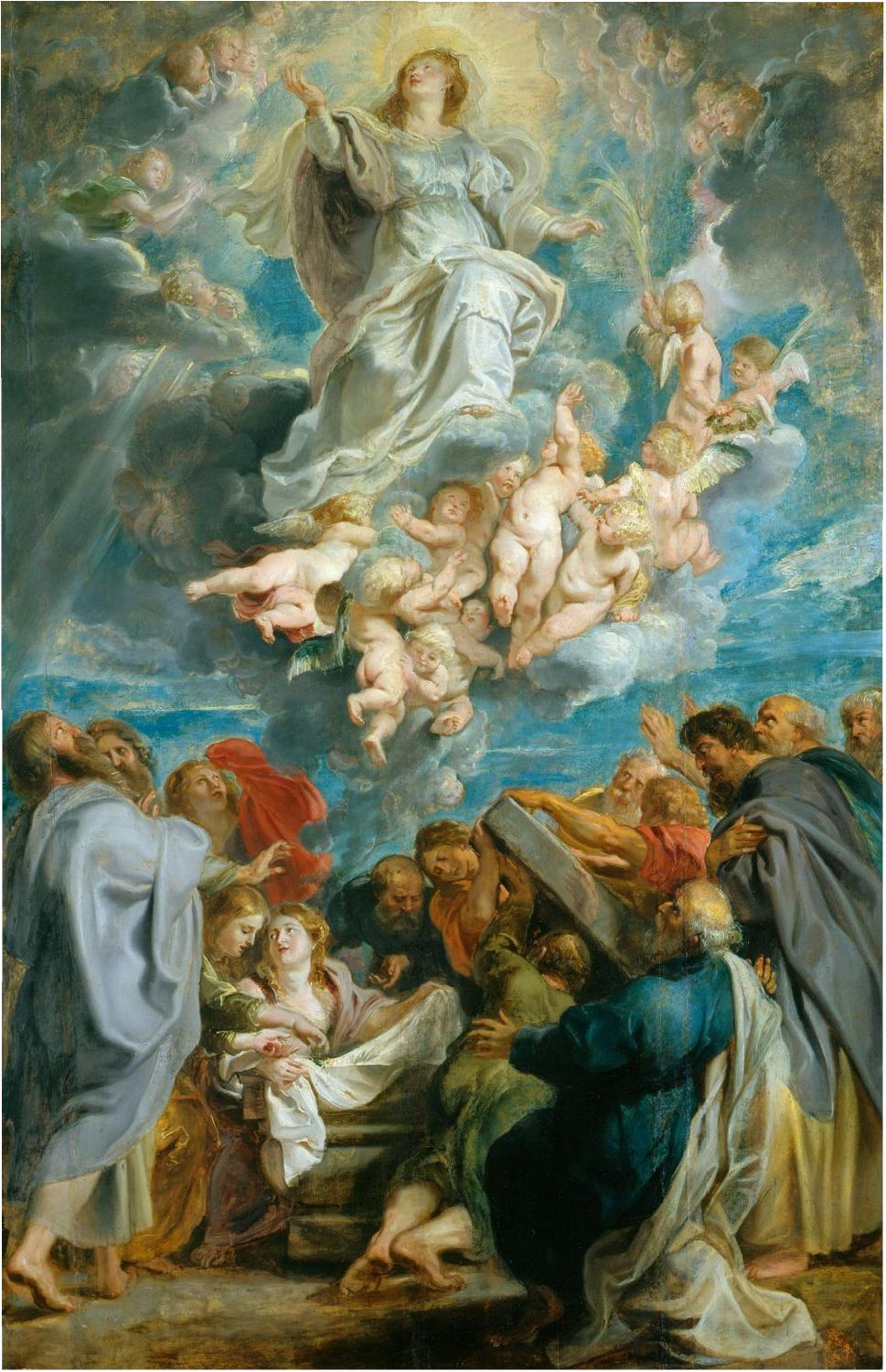
Peter Paul Rubens: Die Himmelfahrt Mariä (1612–17)

Aus der Zeit vor der Herrschaft von König Henry VIII. sind nur wenige Objekte vorhanden. Den Grundstock zur Sammlung trug Charles I. zusammen, insbesondere durch den Ankauf der Sammlung der Familie Gonzaga aus Mantua. Sie enthielt unter anderem Werke von Raffael, Leonardo da Vinci, Domenico Tintoretto, Tizian, Antonio da Correggio, Annibale Carracci, Guido Reni, Andrea Mantegna und Orazio Gentileschi. Weitere Werke kamen durch Schenkungen hinzu, beispielsweise von Albrecht Dürer. Charles I. war ein begeisterter Kunstsammler und förderte auch zeitgenössische Künstler, allen voran Peter Paul Rubens und Anthonis van Dyck. Nach Charles’ Hinrichtung im Jahr 1649 wurde die Sammlung in der republikanischen Phase des Commonwealth of England zum größten Teil verkauft.
Während der Stuart-Restauration konnten einige Kunstwerke wiederbeschafft werden. Beispielsweise erhielt König Charles II. im Jahr 1660 eine großzügige Schenkung, Holländisches Geschenk genannt, von der Niederländischen Republik, bestehend aus 28 Gemälden der italienischen Renaissance und zwölf klassischen Skulpturen. Charles II. folgte dem Beispiel seines Vaters und betätigte sich ebenfalls als Kunstsammler. Gegen Ende des 17. Jahrhunderts, als zahlreiche hugenottische Künstler nach England kamen, nahm der Anteil von Kunstwerken französischer Prägung markant zu. Königin Mary II. begann eine Porzellansammlung aufzubauen, während ihr Gemahl William III. Interesse an technischen Geräten wie Uhren und Barometern zeigte.

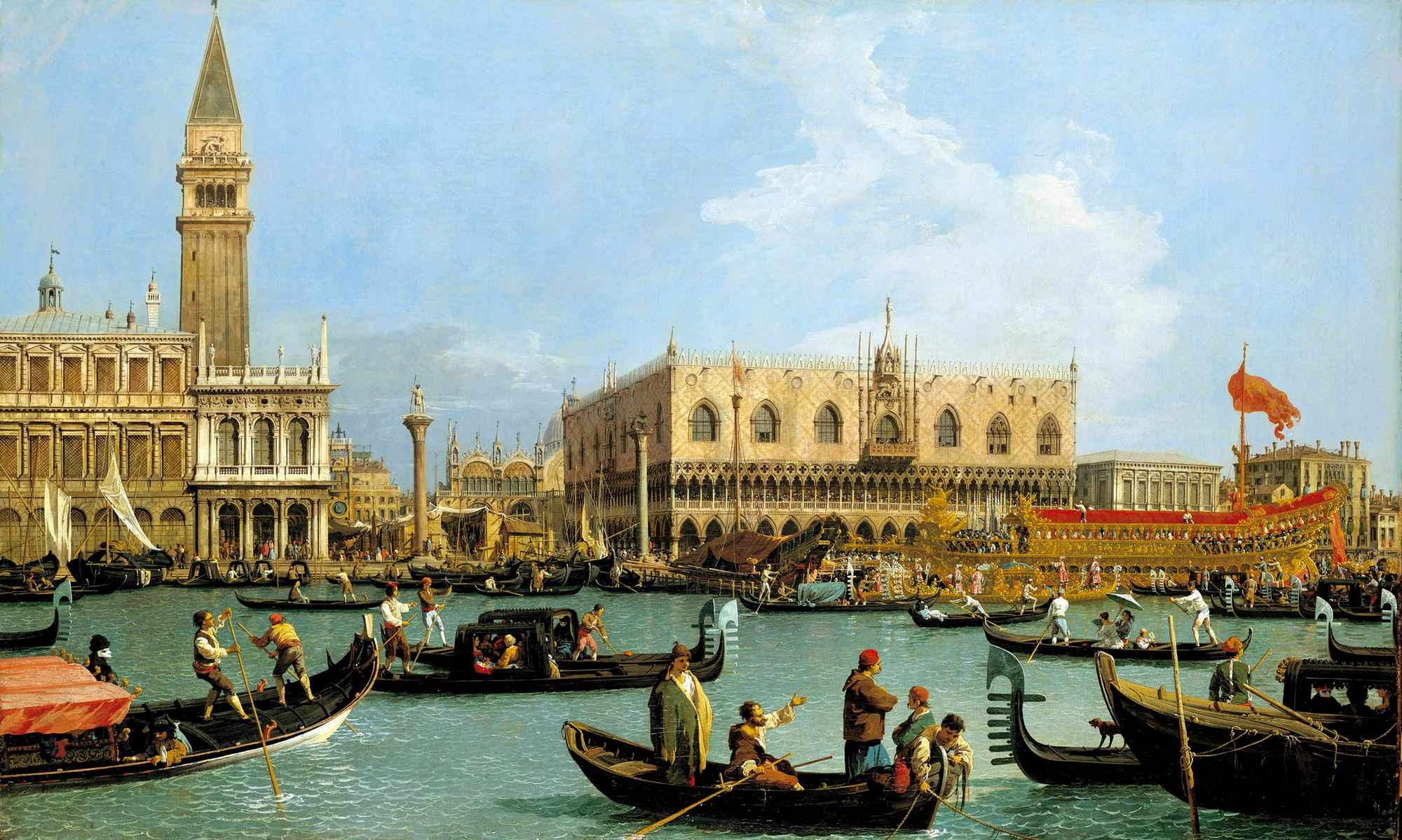
Canaletto: Der Bucintoro in Venedig am Himmelfahrtstag 1732

Caroline von Brandenburg-Ansbach, die Gemahlin von George II., trug Kunstwerke des 16. Jahrhunderts zusammen. Ihr Sohn Friedrich Ludwig von Hannover erwarb hauptsächlich Gemälde von französischen und flämischen Künstlern wie Gaspard Poussin, Eustache Le Sueur, Jan Brueghel und Frans Hals. Er förderte zeitgenössische Künstler des Rokoko, darunter Jacopo Amigoni und Charles André van Loo.

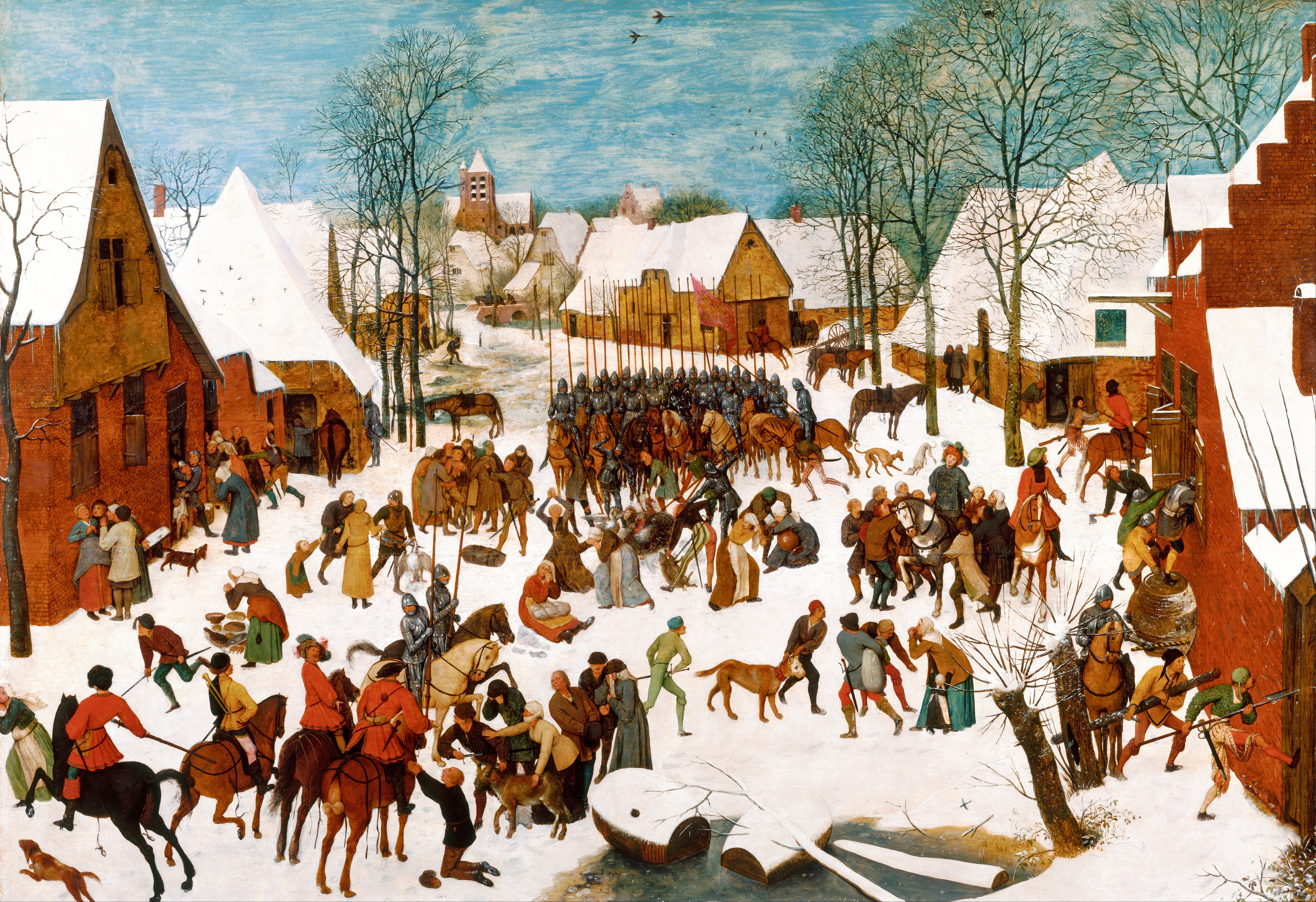
Pieter Bruegel der Ältere: Der Bethlehemitische Kindermord

George III. erwarb 1762 die Sammlung von Joseph Smith, dem britischen Konsul in Venedig, wodurch zahlreiche Werke venezianischer Künstler in die Royal Collection gelangten. Darunter waren Canaletto, Sebastiano Ricci, Marco Ricci, Rosalba Carriera und Giovanni Battista Piazzetta. George III. war aber vor allem an wertvollen Büchern und Manuskripten interessiert. Er war bestrebt, die Lücken zu füllen, die sein Vater 1757 mit der Schenkung der Königlichen Bibliothek an das British Museum verursacht hatte. Bei der Kunstförderung legte er den Fokus auf britische Künstler wie Allan Ramsay, Johann Zoffany, Thomas Gainsborough, John Hoppner, John Singleton Copley, William Beechey und Benjamin West.

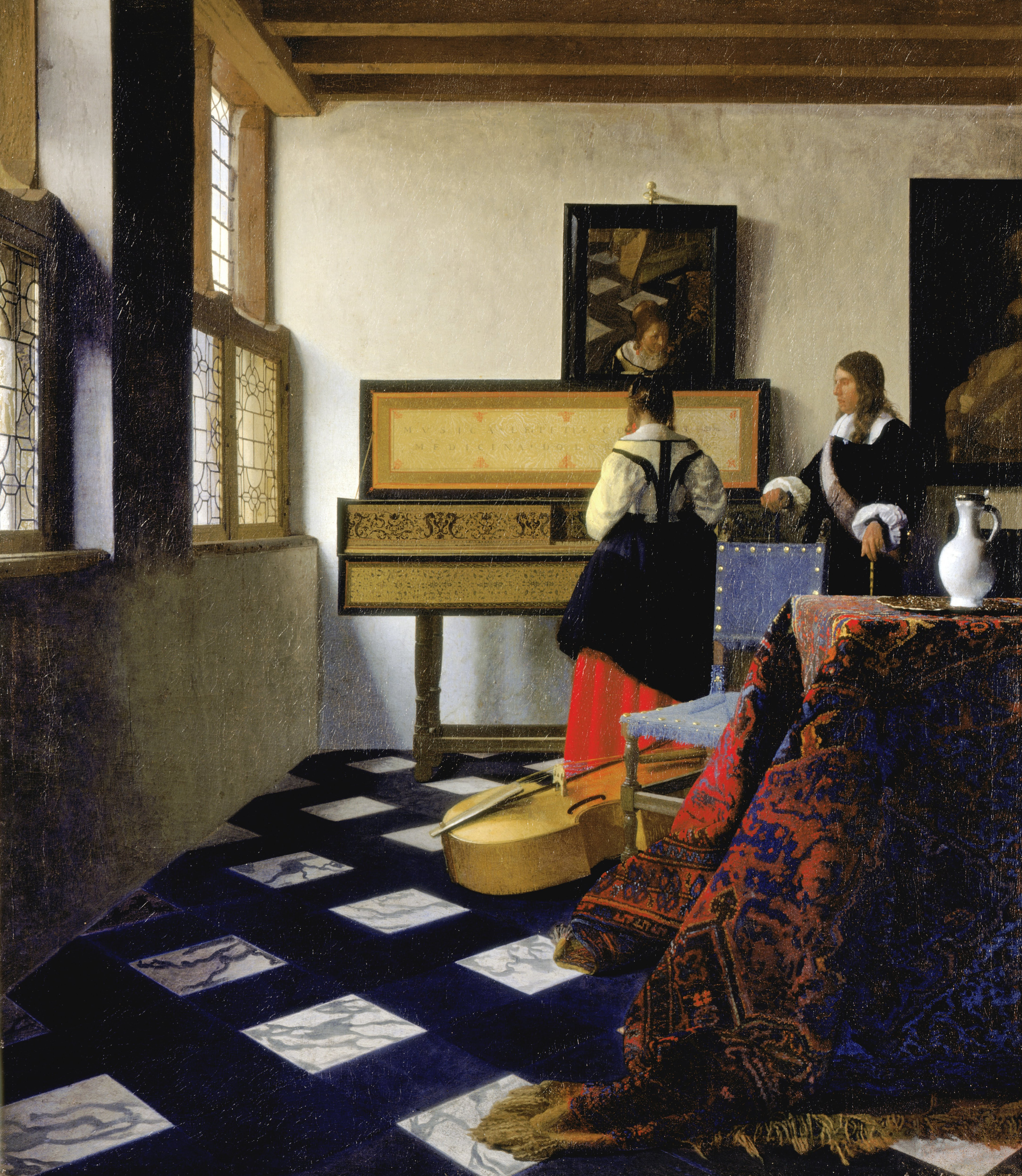
Jan Vermeer: Die Musikstunde

Als besonders eifriger Sammler erwies sich George IV., der sich für Gemälde, Juwelen, Möbel, Porzellan, Skulpturen, Innenarchitektur und Waffen interessierte. Dadurch vergrößerte sich der Umfang der Royal Collection markant. Er erwarb vor allem niederländische und flämische Gemälde, unter anderem von Gerard ter Borch, Aelbert Jacobsz. Cuyp, Gerard Dou, Nicolaes Pietersz. Berchem, Philips Wouwerman, Adriaen van Ostade, Rembrandt und Rubens. Unerreicht bleibt Georges Tätigkeit als Förderer zeitgenössischer Kunst, weshalb seine Regentschaft Namensgeber der Kunstepoche Regency ist. Zu seinen bevorzugten Malern gehörten George Stubbs, Benjamin Marshall, David Wilkie und Thomas Lawrence.

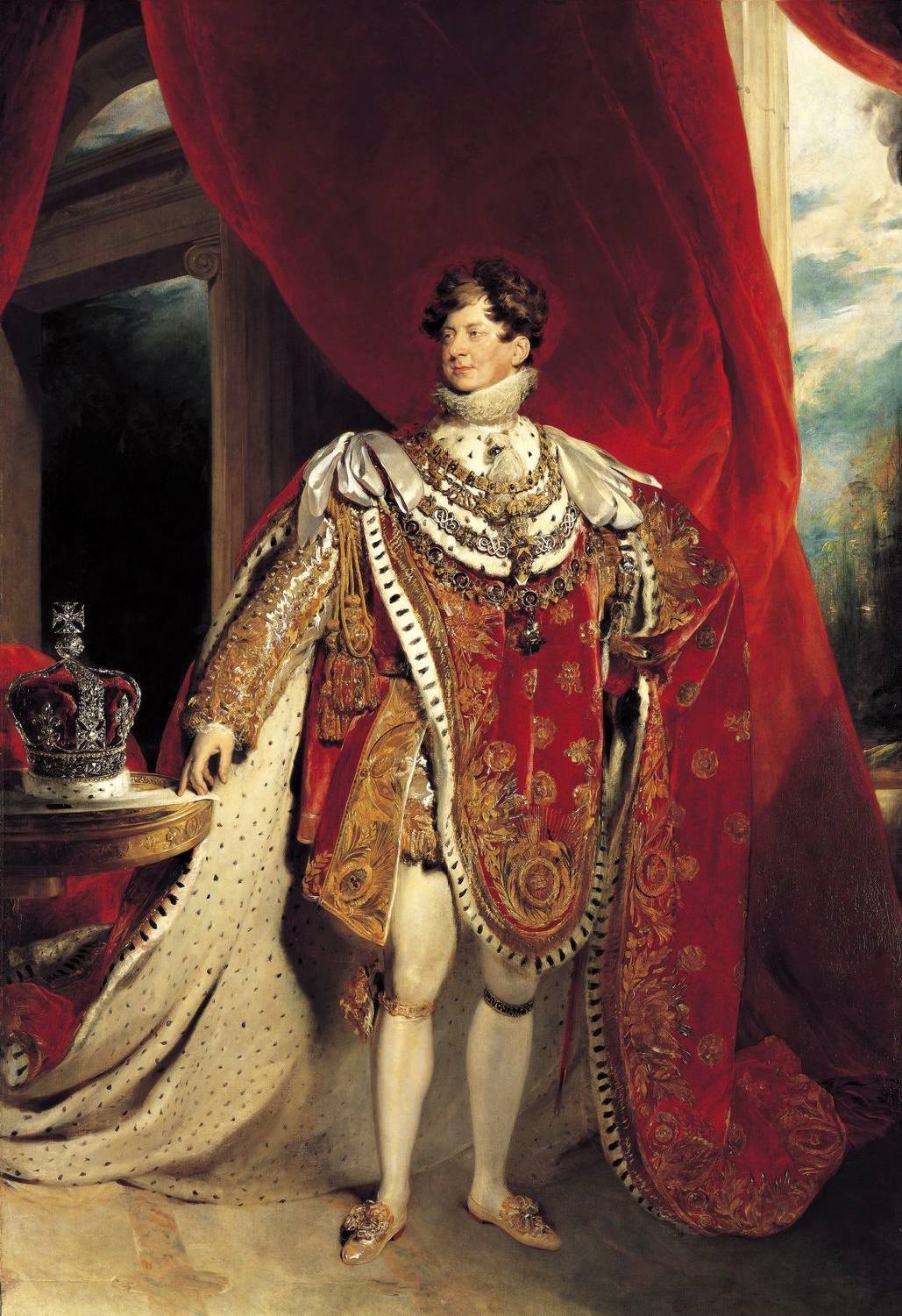
Thomas Lawrence: George IV.

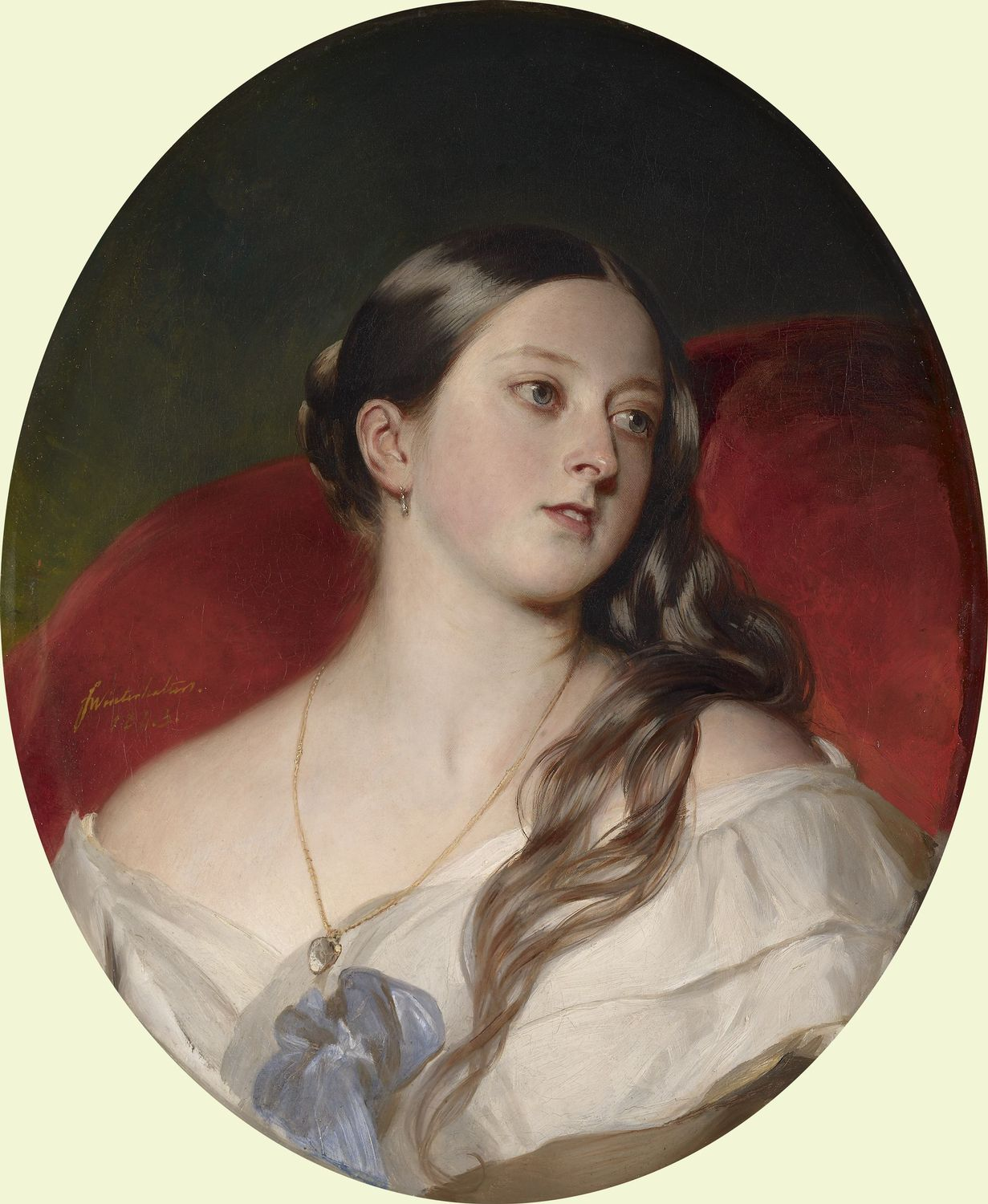
Franz Xaver Winterhalter: Königin Victoria (1843)

William IV. beschränkte sich weitgehend auf Porzellan und Bücher. Weitaus weiter gefächerte Interessen hatte Victoria, insbesondere während ihrer Ehe mit Albert von Sachsen-Coburg und Gotha. In der Malerei bevorzugte sie zeitgenössische Werke von Edwin Landseer, Stanley William Hayter, William Frith, Franz Xaver Winterhalter und David Roberts. Darüber hinaus erwarb sie zahlreiche frühe italienische Meister wie Fra Angelico, Benozzo Gozzoli und Duccio di Buoninsegna. Das Ehepaar zeigte großes Interesse an zeitgenössischen Skulpturen, darunter von John Gibson, William Theed, Emil Wolff, Carl Steinhäuser, Julius Troschel, József Engel, Joseph Boehm und Mary Thornycroft. Zahlreiche der zusammengetragenen und als Geschenk erhaltenen Kunstgegenstände bildeten den Grundstock für das Victoria and Albert Museum.
Mit Edward VII., der mit Alexandra von Dänemark verheiratet war, hielten vermehrt dänische Kunstwerke Einzug in die Royal Collection. Außerdem baute er eine bedeutende Sammlung von Kunsthandwerk aus der Werkstatt von Peter Carl Fabergé auf, darunter drei Fabergé-Eier. Das bedeutendste der zahlreichen Geschenke ist der Cullinan-Diamant, der größte je gefundene Rohdiamant. George V. und dessen Gemahlin Maria von Teck bauten die Fabergé-Sammlung weiter aus. Darüber hinaus interessierten sie sich vor allem für Kunsthandwerk und kostbare Bücher. George VI. und Elizabeth Bowes-Lyon konzentrierten sich auf zeitgenössische Maler wie Claude Monet (Le Bloc), Paul Nash und John Everett Millais.
Die Herrschaftszeit von Elisabeth II. ist geprägt durch große Fortschritte bei kuratorischen und publizistischen Tätigkeiten, bei Renovationen und der Organisation von Ausstellungen. Ankäufe dienen vor allem der Vervollständigung bestehender Sammlungen, wodurch das historische Element gegenüber dem zeitgenössischen deutlich hervortritt.

## Verwaltung
Das Royal Collection Department, eine eingetragene Wohlfahrtsorganisation und eine von fünf Abteilungen des Königlichen Haushalts (Royal Household), ist für die Verwaltung der Royal Collection zuständig. Dazu gehören Katalogisierung, Konservierung, Reinigung, Restauration und Ausstellen von Kunstwerken, die von Mitgliedern der Königsfamilie zusammengetragen wurden.
Nicht zum Zuständigkeitsbereich gehört der Unterhalt von Gebäuden. Im Fiskaljahr 2011/12 beschäftigte das Royal Collection Department 447 Vollzeitangestellte und erzielte einen Umsatz von 50,3 Millionen Pfund.